# Associação Internacional de Exorcistas
A Associação Internacional de Exorcistas é uma organização católica romana que foi fundada em 1990  por seis sacerdotes, incluindo o mundialmente famoso exorcista de Roma, o padre Gabriele Amorth e padre Jeremy Davies. Seus estatutos foram aprovados pela Igreja Católica Romana em 13 de junho de 2014.

## História
Embora o número de membros seja restrito e exclusivo, em 2000 havia mais de duzentos membros, que se reúnem semestralmente em Roma. A associação envia um boletim trimestral em que os membros podem contar casos particularmente interessantes ou difíceis. Um padre exorcista deve ter a permissão de seu bispo para se juntar ao grupo. 
Dentro da Igreja Católica Romana, um padre só pode realizar um exorcismo com o consentimento expresso de seu bispo ou comum local, e somente, na medida do necessário, após um exame do paciente por médicos e psiquiatras, a fim de determinar que a aflição não tem origem natural. Pela lei canônica, é exigido que um sacerdote seja devoto, conhecedor, prudente e respeitado por sua integridade. 

O padre Amorth começou a organização na esperança de aumentar o número de exorcistas oficiais em todo o mundo e alertar mais dioceses sobre o problema, que ele acreditava terem sido ignorados ou suprimidos por alguns sacerdotes e bispos. Durante sua vida, o padre Amorth foi o presidente honorário da AIE. Seu sucessor como presidente foi o padre Giancarlo Gramolazzo, que morreu em novembro de 2010 e foi sucedido por sua vez pelo padre capuchinho Cipriano de Meo (nascido em 5 de janeiro de 1924), e depois pelo padre Francesco Bamonte, o atual presidente. 